# Adrian McLoughlin
Adrian McLoughlin (* 1947 in London) ist ein britischer Theater-, Fernseh- und Filmschauspieler.

## Karriere
McLoughlin begann seine Karriere im Jahre 1983. Er arbeitete mehrere Male mit Alan Ayckbourn am Stephen Joseph Theatre, darunter in Normans Eroberungen, wirkte am Royal National Theatre in House & Garden sowie auf einer Tour durch das Vereinigte Königreich in mehreren von Ayckbourns Stücken mit. Zudem trat er 2005 und 2009 am Orange Tree Theatre in Privat Fears in Public Places und Taking Steps auf, welche ebenfalls von Ayckbourn stammten. 2014 wirkte er am Arcola Theatre in The Rivals von Selina Cadell mit.
Auch ist McLoughlin als Film- und Fernsehschauspieler tätig. Er tritt seit Mitte der 1980er Jahre vor allem in Fernsehserien in Erscheinung, seltener in Filmen. So war er 2002 im Film Thunderpants zu sehen. Seine bekannteste Rolle ist jedoch die des Josef Stalin, die er 2017 in der Komödie The Death of Stalin verkörperte.
Außerdem hat McLoughlin seine eigene Theaterfirma Vital Signs Productions gegründet, die Stücke produziert, in denen ältere Menschen mitspielen. Des Weiteren ist er Miteigentümer und Direktor der Firma Role Plays for Training Ltd.